# Lễ cưới (người Sán Dìu)
Lễ cưới Sán Dìu là một nghi lễ của dân tộc Sán Dìu.

## Thủ tục trước lễ cưới
Trước khi tiến hành lễ cưới, hai bên gia đình phải tiến hành nhiều công việc khác nhau. Đầu tiên là nhà trai cử ông mối (moi nhin) xin lá số (mun nghen dang) của cô gái về so tuổi chàng trai, xem có hợp nhau không. Sau đó ông mối và bạn bè đưa chàng trai mang trầu, rượu... đến nhà gái để nhà gái xem mặt chàng rể tương lai, sau đó mới tiến hành bước thứ ba là lễ ăn hỏi (hỵ mun ngen cạ). Khi hai nhà đã nhất trí với nhau về lễ vật thách cưới, nhà trai nhờ ông mối và một bé trai (tạm long man) khoảng 13-14 tuổi mang tiền, hoa tai, trầu rượu... đến nhà gái và đặt lên bàn thờ, thắp hương để báo về việc nhà trai sắm sửa lễ sang bạc (hỵ cộ nghen).
Khoảng hai tháng sau lễ sang bạc, nhà trai chọn ngày tốt để tổ chức lễ gánh gà (tam cay háo nhít). Đoàn gánh gà gồm có ông mối, quan lang trưởng, hai người gánh gà, một người gánh cau, quan lang út đeo túi cho ông mối. Lễ vật là số gà, cau quả nhà gái thách cưới và hai con gà, ba đấu gạo nếp, rượu, trầu cau... quan lang trưởng đưa nhà gái đặt lên bàn thờ. Trong buổi lễ này, hai bên quyết định chi tiết mọi vấn đề liên quan đến lễ cưới.

## Lễ cưới
Lễ cưới (sênh ca chíu) diễn ra trong 5 ngày với rất nhiều nghi thức khác nhau.

### Ngày thứ nhất
Vào giờ "xuất giá", cô dâu bước qua ngưỡng cửa, anh trai ruột hoặc anh trai họ cõng cô dâu trên lưng đi ba bước ra khỏi giọt gianh mái nhà thì đặt xuống, cùng lúc đó quan lang trưởng xòe ô che đầu cô dâu qua giọt gianh rồi cụp lại với ý thu linh hồn cô dâu mang về.
Theo phong tục thì đoàn đưa dâu thường không có chú rể, chỉ có đại diện nhà gái và nhà trai. Sang đến nhà trai, nếu trời chưa tối phải đợi tối hẳn mới được vào, vì dân tộc này quan niệm vào nhà chồng lúc mặt trời lặn sẽ tránh được rủi ro trong cuộc sống. Cô dâu vào nhà, được dẫn thẳng đến buồng cưới, chú rể nhanh tay cướp chiếc khăn trên đầu luồn qua háng rồi cất đi với ý từ đây vợ phải nghe chồng. Chiều tối hôm đó, nhà trai mời đoàn đưa dâu ăn tiệc cưới, sau đó thanh niên nam nữ bạn bè chú rể, cô dâu hát sọng ca đến sáng hôm sau.

### Ngày thứ hai, ba
Cô dâu về nhà chồng làm quen các công việc trong nhà, những người thân trong gia đình mới.

### Ngày thứ tư
Ngày cô dâu nhận họ hàng. Mẹ chồng sẽ tặng cô một chiếc vòng bạc để sau làm vốn hoặc có cái đánh gió cho con.

### Ngày thứ năm
Khi trời chưa sáng hẳn cô dâu dậy đun nước, pha trà vào bộ ấm chén mới để mời ông bà, cha mẹ, anh chồng... và bưng chậu nước kèm theo chiếc khăn mới để người thân bên chồng rửa mặt. Người được nhận nước rửa mặt, sau khi rửa xong thả vào chậu một ít tiền để chúc phúc.
Buổi sáng hôm đó, nhà trai đồng thời tổ chức cho cô dâu lễ lại mặt tại nhà gái. Đoàn đi lễ lại mặt gồm mẹ chồng, cô dì, chị gái chồng cùng cô dâu mang gà sống thiến, chân giò, bánh chưng đến nhà gái. Nhà gái sắp lễ cúng gia tiên, mời họ hàng thân thiết đến ăn cơm. Cô dâu được bố mẹ đẻ dặn dò thêm một số tục lệ khi mới về nhà chồng, hai bên thông gia rút kinh nghiệm trong việc tổ chức cưới xin, đồng thời nhà gái giao trách nhiệm cho nhà trai dạy bảo thêm con gái mình.